# Ноэ, Джеймс Альберт
Джеймс Альберт Ноэ-старший (англ. James Albert Noe, Sr.; 21 декабря 1890, округ Гаррисон, Индиана — 18 октября 1976, Хьюстон, Техас) — американский бизнесмен, политик, 43-й губернатор Луизианы.

## Биография
Джеймс Альберт Ноэ родился в небольшом городке Эванс-Лендинг, округ Гаррисон, штат Индиана, в семье Джона и Бель (урождённой Макрей) Ноэ. В детстве он также жил в районе Вест-Пойнта, штат Кентукки. Образование он получил в государственной школе своего родного штата, тем не менее, в 1971 году ему было присвоено звание почётного доктора права Луизианского университета в Монро.
Во время Первой мировой войны Ноэ служил лейтенантом в 369-м пехотном полку армии США во Франции. После службы в армии Ноэ вернулся в Луизиану и занялся бизнесом. Он владел несколькими плантациями, радиостанцией, а также сделал успешную карьеру в нефтяном бизнесе.
В 1932 году Ноэ был избран в Сенат Луизианы и занимал эту должность в течение двух лет. С 1934 по 1936 год он был вице-губернатором Луизианы. 28 января 1936 года скончался губернатор Оскар Келли Аллен, и Ноэ занял его место. На посту губернатора он пробыл немногим более трёх месяцев.
После отставки 12 мая 1936 года Ноэ был переизбран в Сенат штата, где служил до 1940 года. Он неудачно баллотировался на должность губернатора в 1940 и 1959 годах, а также был делегатом Национального съезда Демократической партии в 1968 году и заместителем делегата в 1972 году.
7 мая 1922 года Ноэ женился на Анне Грей Свини (1901—1972). У них родились трое детей: Гей Ноэ (род. 1923), Джеймс Альберт «Джимми» Ноэ-мл. (1928—2005) и Линда Макрей Ноэ (род. 1936). Джеймс Ноэ скончался 18 октября 1976 года в Хьюстоне и был похоронен рядом со своей женой в Монро.